# Тёмкина, Марина Залмановна
Мари́на За́лмановна Тёмкина (род. 1948, Ленинград) — российская и американская поэтесса. Эмигрировала в 1978 году в США. Жила во Франции.

## Биография
Из еврейской семьи, родители родом из Речицы. Окончила исторический факультет Ленинградского университета.
С 1978 году в США. Работала как переводчик в программах беженцев и в проектах устной истории, связанных с изучением опыта переживших Холокост взрослых и детей. Была организатором архива устной истории русскоязычных эмигрантов. Окончила аспирантуру Нью-Йоркского университета и психоаналитический институт, работает психотерапевтом-психоаналитиком. Автор пяти книг стихов на русском языке и трёх книг художника в соавторстве Мишелем Жераром. Публиковалась в журналах «Континент», «22», «Время и мы», «Новый журнал», «Новый мир» и других, антологиях «У Голубой Лагуны», «Строфы века», «Освобождённый Улисс» и других. Стипендиат Национального фонда искусств (1994).
Зрелая поэзия Тёмкиной (начиная со второй книги) посвящена прежде всего скрупулёзному анализу способов взаимодействия современного человека с культурным мифом (в том смысле этого понятия, который придавал ему Ролан Барт). Стихи Тёмкиной исследуют влияние на сознание современного русского человека бытующих представлений о том, что значит в мире глобализма быть женщиной, быть русским евреем, быть интеллигентом, быть взрослым, быть эмигрантом. В некоторых произведениях (особенно крупной формы, таких как «Комиксы на этнические темы» или «Категория лифчика») это исследование приводит Тёмкину к юмористическому жанру с характерными постмодернистскими ходами — навязчивой аккумуляцией, каталогизацией и систематизацией, избыточным проговариванием и уточнением динамики личного и социального сознания, смысловых изменений и т. п.; другие стихи Тёмкиной транспонируют тему зависимости человека от социокультурного стереотипа в трагический регистр.
В 1994 году Марина Тёмкина участвовала в чтениях в доме Набокова (Санкт-Петербург), в 1998 году у неё была выставка с чтением стихов в мастерской Ильи Кабакова (Москва). В 2005 году принимала участие в международном фестивале поэзии в Москве. В 2011 году участвовала в конференции «Русская литературная диаспора» в Таллинском университете (Эстония), а также читала свои стихи в Риге (Латвия). В декабре 2016 года принимала участие в программе нью-йоркских «Русских сезонов» в Новом музее Николая Рериха, а в 2018 году — в Хлебниковском фестивале поэзии в Казани и Елабуге. В том же году выступала в Центре современного искусства «Арсенал» (Нижний Новгород). В 2019 году Тёмкина делала презентацию в кабинете Иосифа Бродского, музее Анны Ахматовой (Санкт-Петербург), участвовала в фестивалях поэзии — им. В. А. Жуковского (Тарту) и в Культурном центре им. Андрея Вознесенского (Москва).
Замужем за французским скульптором Мишелем Жераром, автор ряда совместных с ним работ.

## Труды
- Части часть. — Париж: Синтаксис, 1985.
- В обратном направлении. — Париж: Синтаксис, 1989.
- Каланча: гендерная лирика. — Нью-Йорк: Слово/Word, 1995.
- Canto Immigranto: Избранные стихи 1987—2004 гг. — М.: Новое литературное обозрение, 2005.
- What do you want?. — New York: Ugly Duckling Presse, 2009. — 123 с. — (Eastern European Poets Series #24).
- Книга Who Is I? — заглавие, Content Series, Brooklyn NY, год — 2011.
- Ненаглядные пособия. — М.: Новое литературное обозрение, 2019.

Книги в соавторстве с Мишелем Жераром:
- «Observatoire Geomnesique», Richard Meyer Publishing; France, 1990.
- «MOMA DUOMO: Twelve Objects From Melencholia and Broken Obelisk», both Richard Meyer Publishing; France, 2004.
- «Who Is I?», Content series, NYC, 2011.